# Valdesamario
Valdesamario est une commune d'Espagne dans la province de León, communauté autonome de Castille-et-León. Elle s'étend sur 61,73 km2 et comptait environ 215 habitants en 2015.